# Gilbert Bécaud

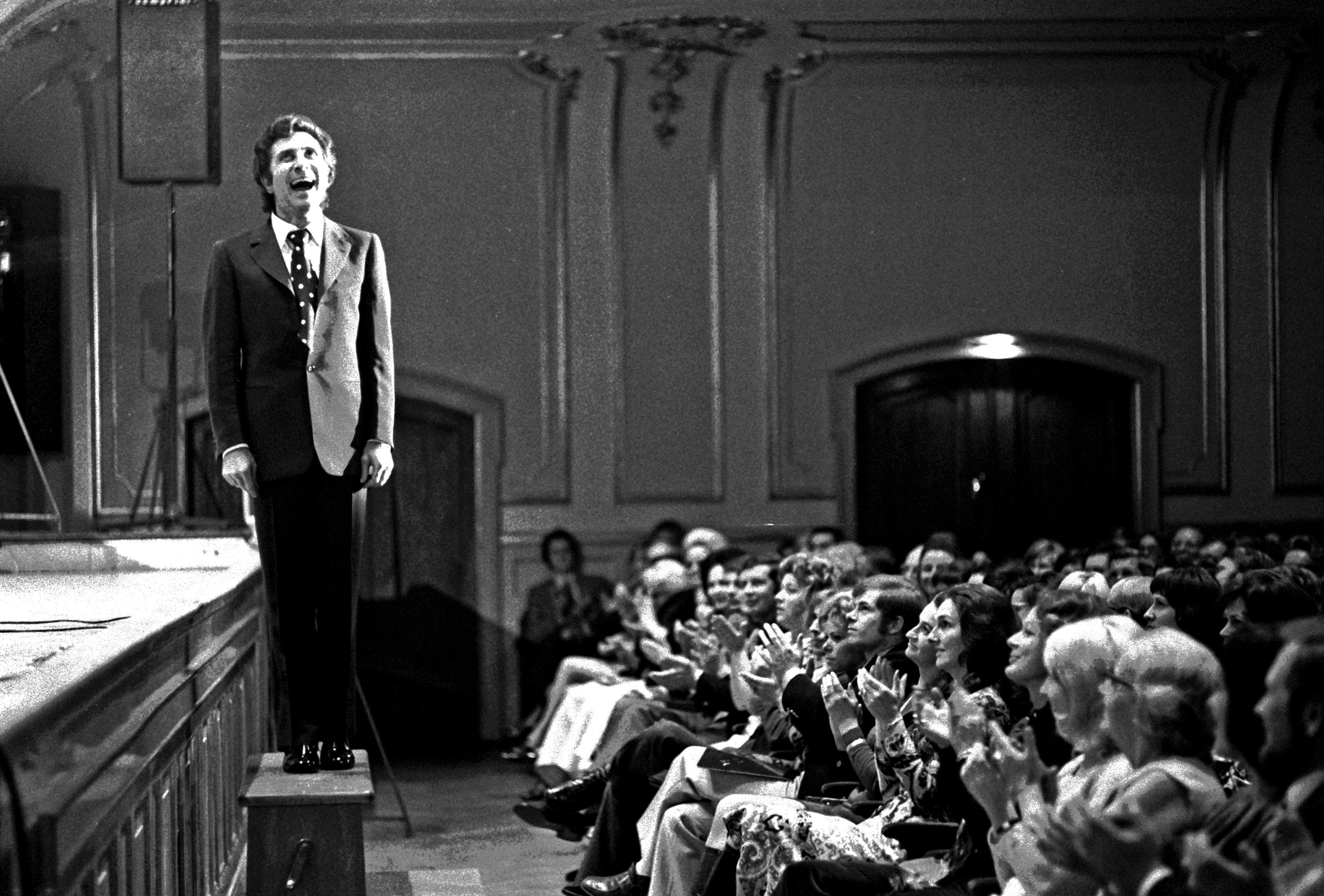
Gilbert Bécaud tijdens een optreden te Hamburg in 1971

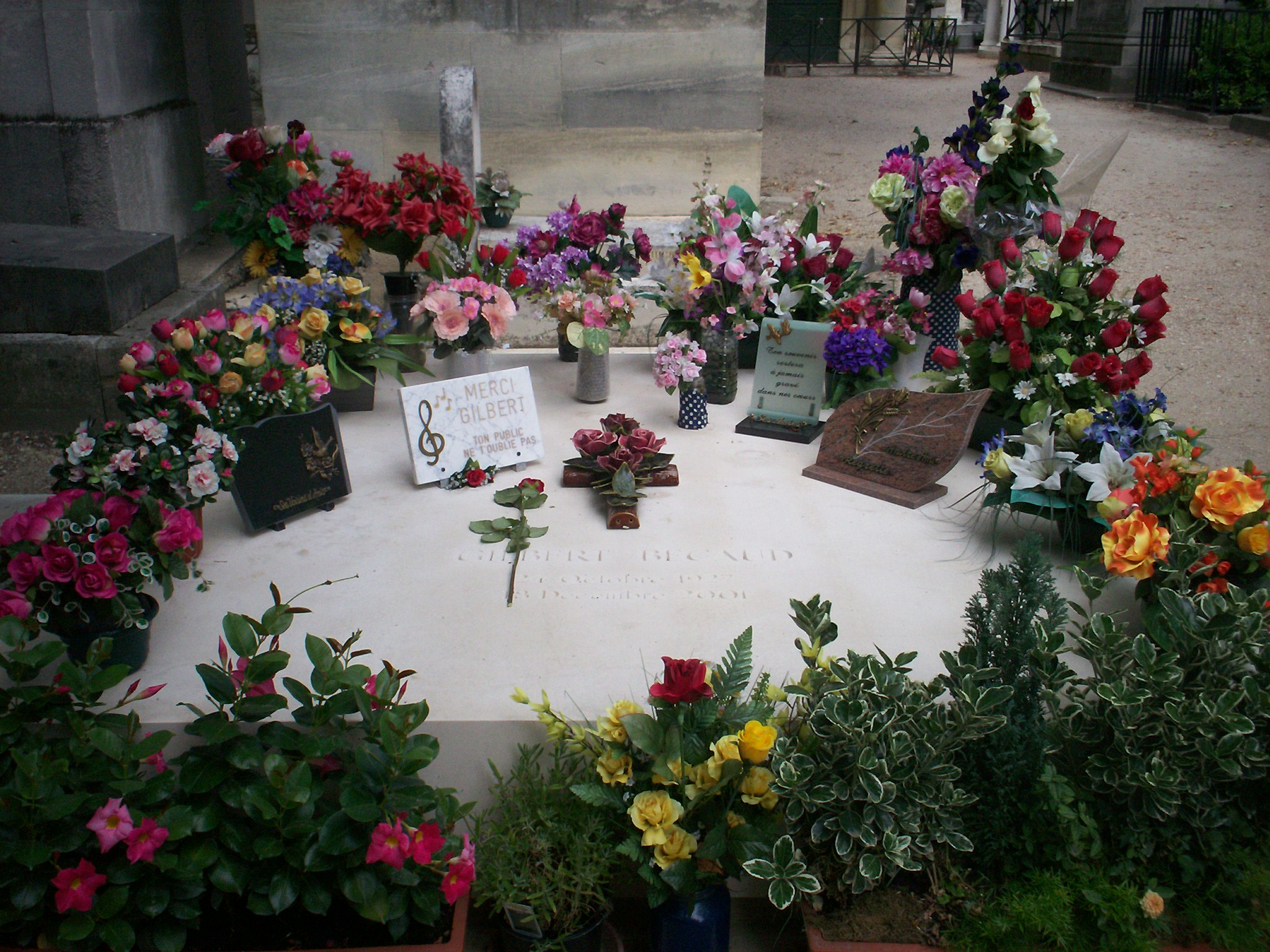
Graf van Gilbert Bécaud op het Cimetière du Père-Lachaise

Gilbert Bécaud (Toulon, 24 oktober 1927 – Parijs, 18 december 2001) was een Franse zanger, componist en acteur. Zijn bijnaam was Monsieur 100.000 Volts vanwege zijn energieke optredens. Zijn bekendste hit in Nederland is Nathalie (1964), een liefdeslied waarin ook de hoop uitgesproken wordt dat de tijdens de Koude Oorlog ontstane (ideologische) muren tussen het Oosten en het Westen geslecht zullen worden. In Amerika is Et maintenant (1961) bekend geworden in de Engelstalige versie What Now My Love.

## Biografie
Bécaud werd geboren in Toulon als François Silly en leerde al op jonge leeftijd pianospelen. Hij ging naar het conservatorium in Nice, maar ging in 1942, tijdens de Tweede Wereldoorlog, van school om bij de Franse ondergrondse te gaan. Hij begon in 1948 liedjes te schrijven, na een ontmoeting met Maurice Vidalin, die hem inspireerde. Hij begon te schrijven voor Marie Bizet. Bizet, Bécaud en Vidalin werden een succesvol trio, hun samenwerking duurde tot 1950.
Terwijl hij toerde als pianist met Jacques Pills ontmoette hij Édith Piaf. Onder haar invloed begon hij in 1953 met zingen. Zijn eerste liedjes waren Mes mains en Les croix. Een jaar later had hij zijn eerste optreden en tegen 1955 stond hij bekend om zijn energieke optredens. Zijn hits aan het eind van de jaren vijftig waren onder andere La corrida (1956), Le jour où la pluie viendra (1957) en C'est merveilleux l'amour (1958).
Zijn eerste hit in de Engelstalige wereld was met Jane Morgans vertaling van Le jour où la pluie viendra. Hij begon in dezelfde periode ook met acteren, met Le pays d'où je viens (1956). In 1960 won hij een Grand Prix du Disque en componeerde L'enfant à l'étoile, een kerstcantate. In hetzelfde jaar werd Let It Be Me, een vertaling van Je t'appartiens, een hit voor de Everly Brothers, over de jaren gevolgd door Bob Dylan, Nina Simone, Elvis Presley, Willie Nelson, Jerry Butler, Tony Sandler en James Brown.
In 1961 nam Bécaud Et maintenant op, een van de populairste singles in de Franse geschiedenis. Vertaald als What now my love werd de song een hit voor Shirley Bassey, Sonny & Cher, Elvis Presley, Andy Williams, Sandler & Young en Frank Sinatra. Na een opera geschreven te hebben (L'opéra d'Aran) toerde Bécaud door Europa en nam nog een aantal hits op, waaronder Tu le regretteras, Bécauds controversiële ode aan Charles de Gaulle.
In het begin van de jaren zeventig lag de nadruk meer op toeren dan op het opnemen en na nog wat acteerwerk nam hij in 1973 een pauze en gaf als reden uitputting. In 1974 werd hij benoemd tot Ridder in het Franse Legioen van Eer.
Hierna schreef hij samen met Pierre Grosz en Neil Diamond en schreef ook onder andere de Broadwaymusical Madame Roza met Julian More. Bécaud, die het zingen niet kon missen, ging toch weer opnemen en toeren. Voor de opnamen van A Symphonic Night van BZN had Bécaud via de platenmaatschappij naar BZN gevraagd. Door de hoge kosten, werd een duet van Jan Keizer met Gilbert afgeslagen. Desondanks is besloten zijn nummer Nathalie op dit album te zetten. Dit zou bij Bécaud, vanwege de auteursrechten, beslist geen windeieren hebben gelegd. Keizer had er achteraf spijt van dat hij hem niet op eigen kosten naar Nederland had gehaald. Omdat hij zo vaak optrad in het beroemde Olympia in Parijs, was hij dé aangewezen persoon om het Olympia na de grondige verbouwing in 1997 met een concert te heropenen. Eind jaren negentig openbaarde zich voor het eerst kanker bij hem. Toch ging hij door met concerten geven. In de jaren negentig deed hij het weer rustig aan, hoewel hij toch nieuwe albums bleef opnemen zoals Une vie comme un roman waarin hij een soort beschouwing op zijn eigen leven gaf. Op het laatste album dat tijdens zijn leven nog werd uitgebracht, staat een groot aantal persoonlijke nummers waaruit duidelijk wordt dat hij aan kanker gaat overlijden.
Hij overleed op zijn woonboot op de Seine in Parijs op 18 december 2001. Hij werd begraven op de beroemde Parijse begraafplaats Père-Lachaise. Bécaud bleef opnemen tot vlak voor zijn dood en zijn zoon Gaya zorgde ervoor dat in 2002 nog een cd verscheen. In enkele nummers is duidelijk te horen dat de stem van Bécaud te lijden heeft gehad onder zijn ziekte.
Er zijn nog enkele dvd's van concerten en cd's van zijn beste chansons verschenen. Bécaud heeft zo'n beetje alle muziek bewaard die hij ooit heeft geschreven. Zijn oudste zoon Gaya heeft sinds het overlijden van zijn vader de rol van conservator op zich genomen en zorgt ervoor dat er nog materiaal van Bécaud uitkomt. De laatste cd/dvd Suite verscheen in 2005.

## Discografie

### Singles
| Single met hitnotering(en) in oude hitlijsten | Datum van verschijnen | Datum van binnenkomst | Hoogste positie | Aantal maanden | Opmerkingen | Bron                 |
| --------------------------------------------- | --------------------- | --------------------- | --------------- | -------------- | ----------- | -------------------- |
| Et maintenant                                 | 1961                  | jan 1963              | 23              | 1              |             |                      |
| Nathalie                                      | 1964                  | nov 1964              | 27              | 1              |             | Muziek Expres Top 30 |

| Single met eventuele hitnotering(en) in de Nederlandse Top 40 | Datum van verschijnen | Datum van binnenkomst | Hoogste positie | Aantal weken | Opmerkingen |
| ------------------------------------------------------------- | --------------------- | --------------------- | --------------- | ------------ | ----------- |
| A little love and understanding                               | 1974                  | 6 september 1975      | 22              | 4            |             |
| L'amour c'est l'affaire de gens                               | 1976                  | 30 april 1977         | tip             |              |             |

### NPO Radio 2 Top 2000
| Nummers met noteringen in de NPO Radio 2 Top 2000 | '99  | '00  | '01 | '02 | '03 | '04  | '05  | '06  | '07  | '08  | '09 | '10 | '11 | '12  | '13 | '14  | '15  | '16  | '17  | '18  | '19  | '20  | '21  | '22  | '23  | '24  |
| ------------------------------------------------- | ---- | ---- | --- | --- | --- | ---- | ---- | ---- | ---- | ---- | --- | --- | --- | ---- | --- | ---- | ---- | ---- | ---- | ---- | ---- | ---- | ---- | ---- | ---- | ---- |
| L'important c'est la rose                         | 1311 | -    | -   | -   | -   | 1887 | 1495 | 1584 | 1797 | 1797 | -   | -   | -   | 1979 | -   | -    | -    | -    | -    | -    | -    | -    | -    | -    | -    | -    |
| Nathalie                                          | 526  | 1113 | 908 | 632 | 573 | 727  | 572  | 509  | 482  | 548  | 930 | 855 | 797 | 827  | 981 | 1263 | 1188 | 1335 | 1439 | 1735 | 1779 | 1538 | 1104 | 1427 | 1684 | 1855 |

1. ↑  Een '-' betekent dat het nummer niet was genoteerd en een vetgedrukt getal geeft de hoogste notering van een nummer aan.

- Bibsys: 90707773
- Biblioteca Nacional de España: XX1108814
- Bibliothèque nationale de France: cb12205859v (data)
- CiNii: DA13054181
- Gemeinsame Normdatei: 118904337
- International Standard Name Identifier: 0000 0001 1479 3177
- Library of Congress Control Number: n83068016
- Nationale Bibliotheek van Letland: 000297030
- MusicBrainz: e9a4b76a-cf82-46f5-a166-e93473624189
- Bibliotheek van het Japanse parlement: 001166623
- Nationale Bibliotheek van Tsjechië: jo20010085618
- Nationale bibliotheek van Australië: 35515174
- Nationale Bibliotheek van Israël: 987007311427905171
- Nationale Bibliotheek van Polen: a0000001969561
- Nationale en Universitaire bibliotheek Zagreb: 000065023
- Nederlandse Thesaurus van Auteursnamen: 068963181
- Réseau des bibliothèques de Suisse occidentale: 02-A003065963
- Istituto Centrale per il Catalogo Unico: SBLV107131
- LIBRIS: 300554
- SNAC: w6t15v6j
- Système universitaire de documentation: 027561194
- Virtual International Authority File: 104823388
- WorldCat: E39PBJm99jRwqjwhMCVJxMpF8C